# Chironomus plumosus

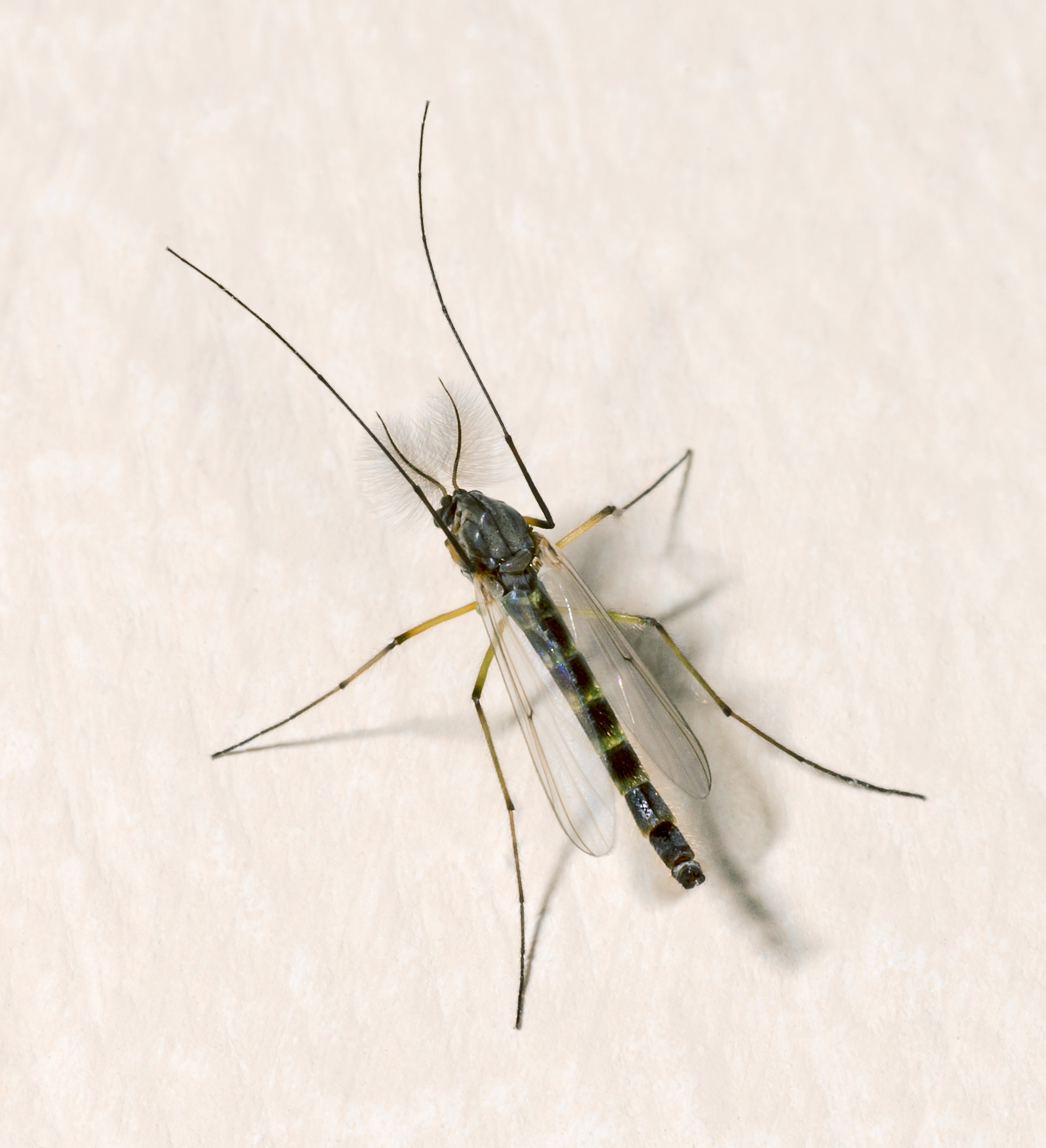
Ein dunkler gefärbtes Männchen

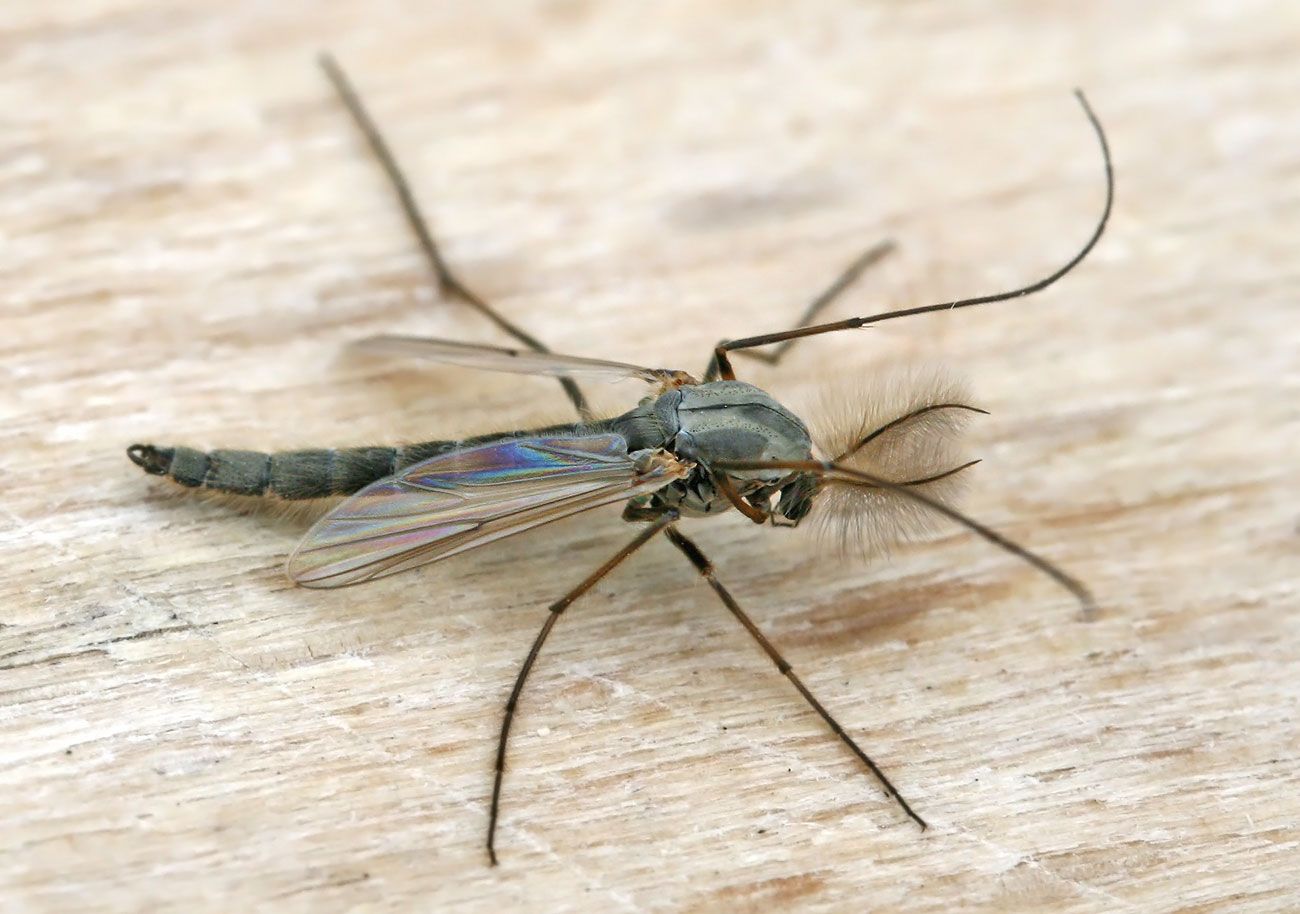
Chironomus plumosus

Chironomus plumosus ist eine Art der Zuckmücken und holarktisch verbreitet.

## Merkmale
Die Körperlänge beträgt 9–13 mm. Die einzelnen Flügel erreichen Längen von 6–8 mm. Damit stellt die Art eine der größten einheimischen Zuckmücken dar. Der Körperbau ähnelt grob dem von Stechmücken, die Art sticht jedoch nicht. Der Körper ist bräunlich, gelblich bis schwarz und blassgrün gefärbt mit helleren Beinen. Zwischen den Abdominalsegmenten befinden sich hellere Bänder. Die Männchen fallen durch ihre dicht bewimperten Fühler auf. Das verlängerte vordere Beinpaar fungiert als zusätzlicher Fühler. Die Flügelmitte ist ohne eine Querader, die hinteren Adern sind nur sehr schwach ausgeprägt. Die Flügel sind kürzer als der Hinterleib und werden in Ruhestellung dachförmig zusammengelegt. Die meist blutroten, manchmal aber auch braunen bis schwärzlichen Larven werden bis zu 25 mm lang. Es gibt eine ganze Reihe ähnlicher Arten aus der Gattung Chironomus. Dazu zählt unter anderem Chironomus riparius. Sehr ähnliche Arten aus der Gattung stellen Chironomus muratensis und Chironomus nudiventris dar. Diese können äußerlich praktisch nicht unterschieden werden.

## Verbreitung und Lebensraum
Die Art ist holarktisch verbreitet. In Europa ist sie weit verbreitet, von Skandinavien im Norden bis Spanien und Griechenland im Süden und von West- bis Osteuropa. Östlich von Europa kommt sie bis nach Westasien am Kaspischen Meer vor und weiter nördlich über Sibirien bis nach Ostasien, wo sie auf der Koreanischen Halbinsel, in Japan und China lebt. Auch in Nordamerika ist die Art weit verbreitet und lebt hier von Kanada bis Mexiko.
Die Larven leben im Schlamm der Gewässer, vor allem stehender Gewässer. Die adulten Mücken fliegen in der Wassernähe umher.

## Lebensweise
Schwärme der Männchen fliegen von April bis September oft am späten Nachmittag in Wassernähe wirbelnd umher. Diese Schwärme können sehr groß werden und als lästig gelten. Befruchtete Weibchen legen Eipakete auf der Wasseroberfläche ab, die schließlich zum Grund der Gewässer sinken. Die Larven entwickeln sich im Bodenschlamm der Gewässer und ernähren sich von Detritus und Algen. Sie stellen eine wichtige Nahrungsquelle für viele Wassertiere wie Fische, Amphibien oder räuberische Wasserinsekten dar und werden von Anglern als Köder verwendet. Die Puppen treiben zur Oberfläche, wo später auch der Schlupf stattfindet. Die Imagines nehmen kaum noch Nahrung auf. 

## Taxonomie
Die Art wurde 1758 von Carl von Linné unter dem Namen Tipula plumosa erstbeschrieben. Weitere Synonyme der Art lauten:
- Chironomus cristatus Fabricius, 1805
- Chironomus diplosis Kieffer, 1915
- Chironomus ferrugineovittatus Zetterstedt, 1850
- Chironomus fluminalis Kieffer, 1915
- Chironomus grandis Meigen, 1818
- Chironomus hebescens Walker, 1856
- Chironomus imperator Walley, 1926
- Tendipes plumosus (Linnaeus, 1758)
- Tipula annularis De Geer, 1776

## Zytogenetik
Die riesigen Zellkerne großer Larven und Vorpuppen von C. plumosus enthalten vier Polytänchromosomen. Das vierte Chromosom ist das kleinste; es bildet am linken Ende den Nukleolus und zeigt distal rechts zwei Balbiani-Ringe. Die gepaarten elterlichen Chromatiden-Bündel sprechen für einen mitotischen Karyotyp 2n = 8.